# باد مرغنتهايم
باد مرغنت‌هايم (بالألمانية: Bad Mergentheim) هي الحمامات الطبية، مدينة، بلدة ألمانية و بلدة كبيرة ‏ تقع في ألمانيا في Regierungsbezirk Stuttgart. يقدر عدد سكانها بـ 22,449 نسمة .

## المدن التوأمة
مدن ديجني ليس باينس، Sainte-Marie-du-Mont، فويفوكي، ياماناشي وبورغومانيرو هي مدن توأمة لـباد مرغنت‌هايم.

## أعلام
- رومان هيرتسوغ
- فريتز كون
- لورينز فرايز
- كارل أرنولد
- كريستوفر بايبر
- يوهان فريدريك ماير
- ويلهلم زيمرمان
- يوهان فيليب فرانز فون شونبورن
- يوهان يوستاخ فون وسترناخ
- فرانز كونراد فون هوتزيندروف